# Циганка (албум, DJ Krmak)
Циганка је први студијски албум DJ Krmak (тада је користио уметничко име Dr. Krmak). Издат је 1999. године за издавачку кућу Discolux на аудио-касети.

## Списак песама
| №   | Назив           | Текст             | Трајање |  |
| 1.  | Циганка         | Снежана Вукићевић | 3:40    |  |
| 2.  | Крмак           | Снежана Вукићевић | 3:05    |  |
| 3.  | Коцкари         | Драгана Амиџић    | 3:10    |  |
| 4.  | Дођи мацо       | Снежана Вукићевић | 2:55    |  |
| 5.  | Дај ми је Боже  | Снежана Вукићевић | 2:50    |  |
| 6.  | Љиља            | Снежана Вукићевић | 3:00    |  |
| 7.  | Пијанац         | Драгана Амиџић    | 2:55    |  |
| 8.  | Мафија          | Драгана Амиџић    | 4:10    |  |
| 9.  | Украшћу ти срце | непознато         | 2:40    |  |
| 10. | Жена            | непознато         | 2:55    |  |